# Odd Roar Lofterød
Odd Roar Lofterød (Oslo, 8 de abril de 1947-Oslo, 14 de septiembre de 2012) fue un deportista noruego que compitió en vela en la clase Star. Fue hermano del también regatista Bjørn Lofterød.
Ganó una medalla de bronce en el Campeonato Europeo de Star de 1972.

## Palmarés internacional
| Campeonato Europeo | Campeonato Europeo  | Campeonato Europeo | Campeonato Europeo |
| Año                | Lugar               | Medalla            | Clase              |
| ------------------ | ------------------- | ------------------ | ------------------ |
| 1972               | Kungsbacka (Suecia) | Medalla de bronce  | Star               |